# Olympische Sommerspiele 1992/Teilnehmer (Myanmar)
| Gelbes Symbol für Goldmedaillen mit stilisierten Olympischen Ringen | Graues Symbol für Silbermedaillen mit stilisierten Olympischen Ringen | Braundes Symbol für Bronzemedaillen mit stilisierten Olympischen Ringen |
| ------------------------------------------------------------------- | --------------------------------------------------------------------- | ----------------------------------------------------------------------- |
| —                                                                   | —                                                                     | —                                                                       |

Die Mannschaft Myanmars nahm an den Olympischen Sommerspielen 1992 im spanischen Barcelona mit einer Delegation von vier Athleten – drei Frauen und ein Mann – an fünf Wettkämpfen in zwei Sportarten teil.

## Teilnehmer nach Sportarten

### Judo
Frauen
Halbmittelgewicht (bis 61 kg)
- Thant Phyu Phyu: in der 32er-Runde gegen die Belgierin Gella Vandecaveye ausgeschieden

### Leichtathletik
Frauen
1500 m
- Khin Khin Htwe: mit 4:18,91 min (Platz 12 im dritten Vorlauf) nicht für das Halbfinale qualifiziert[1]

3000 m
- Khin Khin Htwe: mit 9:31,70 min (Platz 10 im dritten Vorlauf) nicht für das Finale qualifiziert[2]

10 km Gehen
- My Kyin Lwan: Disqualifikation während des Wettkampfs[3]

Männer
Marathon
- Myint Kan: Platz 37 - 2:37,39 h[4]